# Hans Andorn
Hans Andorn (geboren am 3. August 1903 in Hattingen; gestorben am 26. Februar 1945 im KZ Bergen-Belsen) war ein deutscher Rabbiner, Lehrer und Erzieher des liberalen Judentums. Nach Anstellungen in Nürnberg und Karlsruhe flüchtete er mit Familie 1938 nach Holland und kam kurz vor Kriegsende 1945 in der KZ-Haft ums Leben.

## Leben und Werk
Hans (Yaakov) Andorn (hebräisch יעקב בן מאיר אנדורן) kam als ältester Sohn des Kantors und Religionslehrers Meier Andorn und seiner Ehefrau Bella, geborene Stern, in Hattingen an der Ruhr zur Welt, und wuchs mit zwei Brüdern, Berthold (Baruch) und Ludwig (Jehuda), in der Stadt an der Ruhr auf. Von 1909 bis 1913 wurde Hans in der Israelitischen Volksschule zunächst vom Vater unterrichtet, dann wechselte er an das Hattinger Realgymnasium. 1922 schloss er die Schule mit dem Abitur ab. Für einige Jahre arbeitete er in einem Bankhaus in Essen, bevor er sich im Herbst 1925 an der Berliner Universität einschrieb. Parallel nahm er an der dortigen Hochschule für die Wissenschaft des Judentums das Studium auf mit dem Ziel, Rabbiner zu werden.
Andorns Mutter Bella verstarb im November 1926.
Ab 1928 studierte Hans Andorn in Gießen Philosophie, Geschichte und Orientalistik und wurde im Juli 1929 mit einer Arbeit über Salomon Ludwig Steinheims Offenbarung nach dem Lehrbegriff der Synagoge promoviert. Zu diesem Thema angeregt hatte ihn Leo Baeck. Die 1930 veröffentlichte Dissertation widmete er seiner verstorbenen Mutter. Bald darauf ging Andorn nach Berlin zurück, um dort das Rabbinatsexamen (Semicha) abzulegen.
Am 20. März 1932 heirateten Hans Andorn und die Gesangslehrerin Charlotte Mayer, in Witten (Ruhr). Sie war die Tochter eines Freundes seines Vaters, Max Mayer, der als Kantor und Lehrer an der Wittener Synagogengemeinde tätig war. Das junge Ehepaar zog nun nach Karlsruhe, wo Hans das Amt des 2. Rabbiners der liberalen Israelitischen Kultusgemeinde in der Kronenstraße übernahm, neben Rabbiner Hugo Schiff. Zu Andorns Aufgaben gehörte der Religionsunterricht an Karlsruher Schulen und die Jugendarbeit. Am 16. März 1934 kam Susanne, das einzige Kind des Ehepaars, zur Welt.
1934 wurde Andorn auf eine Rabbinerstelle der liberalen Jüdischen Gemeinde Nürnberg berufen, als Nachfolger von Dr. Max Freudenthal. Im September 1938 entschloss sich die Familie angesichts der wachsenden antijüdischen Bedrohung und alltäglichen Schikanen zur Emigration nach Holland. In Den Haag fand Dr. Andorn eine Anstellung als Rabbiner bei der Liberaal Joodse Gemeente. Nach der Besetzung der Niederlande durch die deutschen Truppen 1940 musste die Familie allerdings die Stadt verlassen und wechselte im Oktober 1940 nach Zwolle, wo Hans seine Lehrertätigkeit nicht fortführen durfte. 1943 wurde die Familie mit zahlreichen Juden aus der Umgebung nach dem Durchgangslager Westerbork verschleppt und im Januar 1944 in das KZ Bergen-Belsen, wo Andorn in Aussicht gestellt wurde, als Geisel gegen von den Alliierten festgesetzte Volksdeutsche ausgetauscht zu werden. Unter den verheerenden Haftbedingungen der letzten Kriegsmonate ist Hans Andorn an Krankheit und Unterernährung im KZ Bergen-Belsen gestorben. Charlotte und Susanne Andorn wurden im April 1945 noch per Bahn in Richtung Sachsen deportiert, aber dort von amerikanischen Truppen befreit. Nach Zwischenstation in Holland sind Mutter und Tochter nach Argentinien emigriert.
Hans Andorns Brüder Berthold und Ludwig konnten in das Mandatsgebiet Palästina einwandern. Der Vater Meier Andorn starb 1943 im Ghetto Theresienstadt.

## Werke (Auswahl)
- Sal. Ludw. Steinheims Offenbarung nach dem Lehrbegriff der Synagoge: Dargestellt und in ihren problem- u. philosophiegeschichtlichen Zusammenhängen untersucht […]. Berlin 1930. Zugl. Gießen, Univ., Phil. Diss., 1929. 63 S.